# 小島芳子
小島 芳子（Kojima Yoshiko, 1961年4月26日-  2004年5月21日）は、福岡県出身のピアニスト。

## 経歴
ピアノを小川京子、徳丸聡子、チェンバロと古楽アンサンブルを村井頌子、有田正広、有田千代子、鍋島元子に師事。1985年オランダのデン・ハーグ王立音楽院に留学。フォルテピアノをスタンリー・ホッホランド、チェンバロをエヴァディン・ダーニェに師事。
1989年ソリスト・ディプロマを得て同音楽院を卒業、同年秋に帰国。国内外で演奏活動の他、東海大学・東京藝術大学で講師をつとめる。2004年、肺がんにより死去。

## ディスコグラフィ
- モーツァルト:フォルテピアノのための変奏曲集（1991年11～12月に栃木市文化会館にて録音）[2]

＊フォルテピアノ製作者の堀栄蔵がモーツァルトの時代に使われていたヨハン・アンドレアス・シュタインの1784年製をモデルに制作したフォルテピアノを使用。
- シューベルト：アルペジョーネソナタ （1996年）　鈴木秀美（チェロ）
- ハイドン : クラヴィーア・ソナタ ニ長調Hob.XVI-37(1998年)
- ベートーヴェン:初期クラヴィーア作品集（1998年）
- ベートーヴェン:チェロとピアノのための作品全集（1996～9年）　鈴木秀美（チェロ）
- ロマンス（2002年）

＊後期ロマン派作曲家の作品の小曲集で、鈴木秀美（チェロ）と共演